# Ali Abu ar-Raghib
Ali Abu ar-Raghib, arab. ‏علي أبو الراغب‎ (ur. 1946) – jordański przedsiębiorca i polityk, premier Jordanii w latach 2000–2003.

## Życiorys
Przed 2000 zajmował się biznesem, wykształcenie uzyskał w Stanach Zjednoczonych. W czerwcu 2000 król Abd Allah II wyznaczył go na premiera Jordanii. Jako polityk ar-Raghib opowiadał się za neoliberalizmem, kontynuowaniem wolnorynkowych reform w Jordanii i działaniem w zgodzie ze wskazaniami Międzynarodowego Funduszu Walutowego.
Na okres kierowania przez ar-Raghiba rządem przypadł wybuch drugiej intifady. W kraju doszło do wielotysięcznych manifestacji solidarności z Palestyńczykami, a przeciwko Izraelowi i Stanom Zjednoczonym (w Jordanii żyło co najmniej 1,7 mln obywateli pochodzenia palestyńskiego). Do nasilenia demonstracji doszło zwłaszcza w końcu września 2000, gdy trwały walki na Zachodnim Brzegu. Gdy na początku października manifestanci usiłowali wkroczyć na teren izraelskiej ambasady w Ammanie, rząd skierował do rozpędzenia protestów wojsko. 6 października w czasie pacyfikacji kilkadziesiąt osób zostało rannych, jedna zginęła; zamieszki wygasły po kilku dniach. W końcu tego samego miesiąca rząd jordański podpisał ze Stanami Zjednoczonymi porozumienie o wolnym handlu, które opozycja uznała za przejaw podporządkowania Jordanii Waszyngtonowi. Ugrupowania socjalistyczne, islamskie i panarabskie zjednoczyły się przeciwko rządowi w Narodowej Koalicji Poparcia dla Intifady. Mimo to rząd kontynuował politykę proamerykańską i utrzymywania dobrych stosunków z Izraelem, chociaż nawet w parlamencie padały żądania zerwania stosunków z tym krajem.
25 października 2001 Abd Allah II polecił ar-Raghibowi zrekonstruowanie rządu, wezwał go do podjęcia starań o walkę z bezrobociem i poprawę warunków życia Jordańczyków. Premier dokonał zmian w składzie gabinetu dwa dni później. W tym samym miesiącu wynegocjował również przełożenie spłaty części zadłużenia zagranicznego Jordanii. Mimo to jego gabinet nadal był ostro krytykowany przez opozycję. W maju 2002 Tudżan al-Fajsal, deputowana do Izby Reprezentantów, oskarżyła ar-Raghiba o korupcję, za co została skazana na osiemnaście miesięcy więzienia.
Ali Abu ar-Raghib odszedł z urzędu 25 października 2003.